# Scarabaeus planifrons
Scarabaeus planifrons là một loài bọ cánh cứng trong họ Bọ hung (Scarabaeidae).